# Hans Klüver
Pour les articles homonymes, voir Klüver.
Hans Wilhelm Klüver (né le 4 mars 1901 à Leipzig et mort le 26 février 1989 à Hambourg) est un important problémiste allemand. Il fut nommé maître honoraire international pour la composition échiquéenne en 1987,.